# Station thermale de Saujon
La station thermale de Saujon, définie originellement comme une station hydrominérale spécialisée dans les affections nerveuses depuis 1860, est un centre thermal situé à Saujon, petite ville arrosée par la Seudre, dans le sud-ouest de la Charente-Maritime.
Dotée de deux sources d'eau aux propriétés thermales faisant sa réputation, Saujon fait aujourd'hui partie des cinq stations thermales françaises spécialisées en psychiatrie et engagées dans la crénothérapie.

## Le site thermal de Saujon
Situé à l’est du centre-ville de Saujon, le site thermal s’étend sur les rives de la Seudre, à 7 mètres d’altitude, dans un vaste domaine arboré de 60 hectares, composé d’un vaste parc et de jardins, d’établissements de cure et de résidences pour les curistes.

## Historique
Originellement favorisé par l’essor de la mode des cures thermales initiée par l’impératrice Eugénie, épouse de Napoléon III, et dont les villes d’eau comme Thonon-les-Bains, Dax ou Vittel deviendront de grands centres du thermalisme français, le site thermal de Saujon a été créé en 1860 par le docteur Louis Dubois. La structure thermale est établie à côté de la maison familiale des Dubois qui est alors « la première maison de santé de Saujon destinée aux curistes ». 

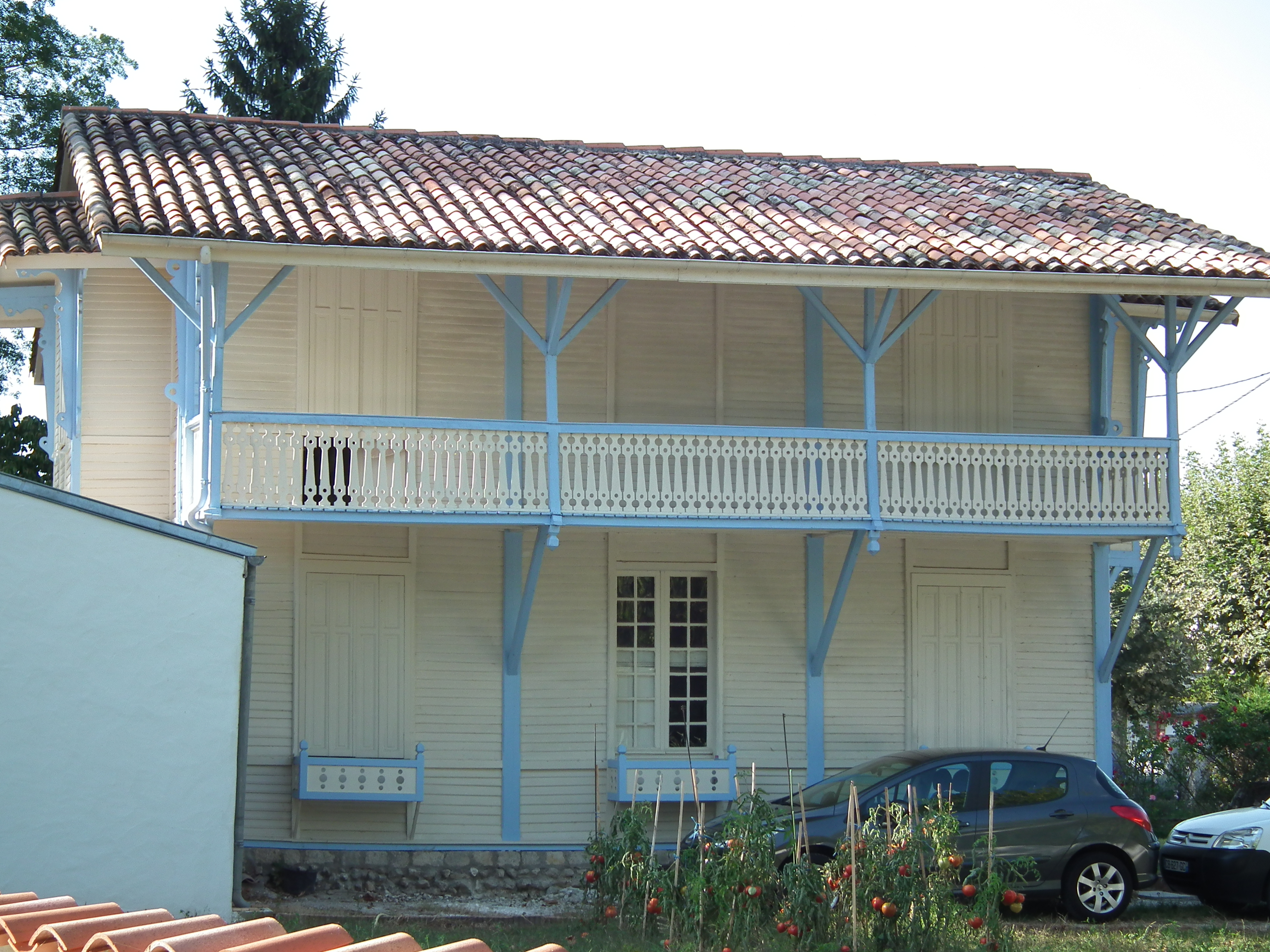
Chalet du parc thermal de Saujon

Le 7 février 1888 commencent les travaux du nouveau centre thermal baptisé « Hyppocrate » doté d’une façade néo-classique inspirée d’un temple antique, comprenant une porte encadrée de deux grands pilastres surmontés d’un fronton portant l’inscription « Hydrothérapie - - Électrothérapie ». Huit colonnes de pierre, symétriquement réparties de part et d’autre de l’entrée principale, complètent cet ensemble. ». 
Saujon se définit alors et pour de nombreuses décennies comme une station hydrominérale, dotée d’un centre hydrothérapique avec bains et douches, spécialisé dans le traitement des maladies nerveuses.
À partir de 1880, le Dr Stanislas Dubois qui succède à  son père, donne une nouvelle impulsion à l’établissement thermal grâce à la découverte de la source du Puits doux de Saujon dont les eaux présentent d’étonnantes vertus bienfaisantes. À son  initiative, des parcs arborés et des jardins soigneusement entretenus entourent le nouveau module hydrothermal qui attire de plus en plus de curistes.
Saujon doit faire face au problème hôtelier où l’offre est bien insuffisante pour répondre aux besoins croissants des curistes. Le centre thermal fait alors édifier des chalets à partir de 1901 qui « logent à cette époque aussi bien les curistes que leurs familles, qui profitent des bains de mer, grâce au chemin de fer reliant Saujon à Royan »  ainsi qu’un petit hôtel qui, plus tard, est devenu une clinique dénommée la Villa du Parc.
Au tournant du XXe siècle, la petite ville est alors vantée dans une publicité ancienne qui la décrit comme un centre dynamique de remise en forme : « Thermes de Saujon, station thermale de la détente nerveuse depuis 1860 ».
En 1920, Robert Dubois reprend les rênes de la station et le centre hydrothermal est toujours exploité par la famille Dubois étant ouvert de Pâques jusqu’à la Toussaint de chaque année dans toute la période de l’entre-deux-guerres. 
Mais il est fermé pendant la Seconde Guerre mondiale et subit des dommages dont le pillage de ses établissements d’accueil « mettant en péril l’activité de la station ».
En 1948, les locaux sont restructurés et la partie hôtelière du centre thermal est transformée en clinique de soins psychiatriques. En fait, ce sont deux cliniques qui sont édifiées, la clinique « Villa du Parc » et la clinique « Hyppocrate », ayant chacune 54 lits, et sont classées par la Sécurité sociale en tant que « maisons de santé» pour maladies nerveuses.

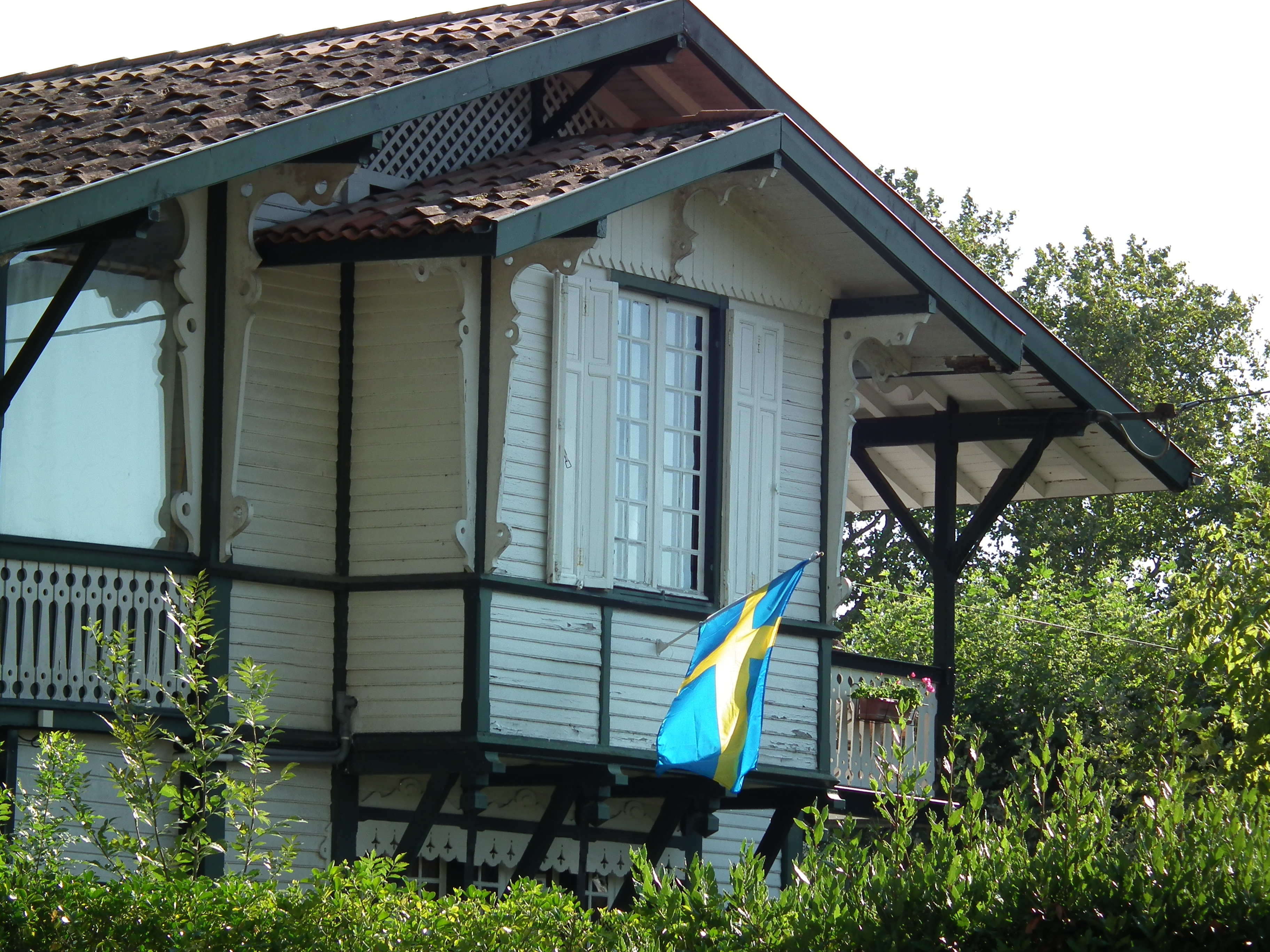
Chalet dans le parc thermal de Saujon

Dans les années 1970, la station thermale de Saujon vivote et connaît de réelles difficultés caractérisées par un certain ralentissement de ses activités. Sa fréquentation est en chute libre avec une moyenne de 175 curistes présents en juillet et août de la seule année 1976. Dans ces années de stagnation, « l’activité thermale déclinait au profit de l’hospitalisation psychiatrique » .
En 1981, la politique budgétaire gouvernementale contraint à réduire drastiquement le nombre de lits pour les soins en milieu hospitalier comme en milieu thermal. Malgré ces contraintes administratives, la station thermale de Saujon entreprend un important programme d’investissements pour pérenniser et moderniser son activité.
Ainsi entre 1988 et 2007, 54 appartements et studios de bon standing (3 étoiles) ont été réalisés en trois tranches pouvant répondre à l’augmentation rapide de la demande où, dès les années 1980, 350 curistes en moyenne fréquentent le centre thermal pendant les deux mois d’été de chaque année» .
En 2002, un nouveau forage, dénommé la source des Chalets, a reçu l’agrément du Ministère de la Santé.
En 2003, une résidence d’hébergement pour les curistes a été construite et compte 38 studios.
En 2007, la station s’élargit d’une piscine pour les patients et la clientèle locale et un centre de remise en forme, dénommé Philaé, est créé. De 2007 à 2009, le centre thermo-ludique  a connu une croissance de 40 %.» .
En 2010, la station thermale de Saujon a fêté son 150e anniversaire. 
Elle est aujourd’hui composée de trois unités de soins : deux cliniques psychiatriques avec 108 lits et un établissement thermal spécialisé dans le traitement des maladies nerveuses. Employant 150 personnes dans ses différents services, elle est devenue le premier employeur de la ville de Saujon qui s’est développée en même temps que sa station thermale.

## Indications thérapeutiques
La cure thermale du centre de Saujon est indiquée dans tous les états d’anxiété puisque c'est sa fonction première dès la première année de sa mise en service en 1860. 
Elle convient aussi pour les personnes qui souffrent des troubles du sommeil, des troubles dépressifs mineurs, des troubles dus au surmenage ou au stress de la civilisation moderne.
Ses actions s’étendent également aux personnes atteintes de troubles nerveux de la puberté et de la ménopause, aux états de fatigue nerveuse ainsi qu’aux spasmophiles.
Trois types de séjour sont proposés aux curistes :
- la cure traditionnelle avec prise en charge de l’assurance maladie pour une durée de trois semaines.
- la cure libre, sans prise en charge de l’assurance maladie, à partir de cinq jours.
- stage de  remise en forme avec apprentissage de la gestion et la maîtrise du stress.

Les cures thermales appliquent les soins sous forme de douches médicales, de massages sous l’eau, de bains bouillonnants, de bains avec douches sous-marines, de douches au jet, de séances de relaxation et de gymnastique  aussi bien aux curistes qu’aux clients de passage.
La source du Puits doux, oligométallique froide, est utilisée pour la cure de boisson dont l’action complète celle de la cure hydrothérapique.
Le site thermal a été spécialement aménagé pour la détente de ses patients. Dans un vaste parc arboré de 60 hectares, sillonné de sentiers de promenade, des sites de loisirs y ont été aménagés avec un terrain de tennis, un golf miniature et un boulodrome.

## L'École thermale du stress
Le thermalisme constitue aujourd’hui une alternative crédible pour la maîtrise du stress et de l’anxiété qui frappent de plus en plus de personnes en France. C’est dans ce contexte que la station de Saujon, qui figure comme l’un des cinq établissements français agréés par la Sécurité sociale pour le traitement des affections psychosomatiques, a été choisie pour abriter dès janvier 2012, une « École thermale du stress ». Dans cette toute nouvelle structure thérapeutique, les patients peuvent suivre trois programmes « Apprivoiser son stress » sur une semaine, « Arrêter ou réduire les tranquillisants » et Traiter la fibromyalgie » en trois séances quinze jours dans des groupes de huit à douze personnes.
Saujon se spécialise dès lors dans la cure thermale pour le sevrage des psychotropes.

## La plus ancienne station thermale de Charente-Maritime
Bien qu'elle soit la plus ancienne station thermale de tout le Centre-Ouest de la France, Saujon demeure un petit centre thermal en France mais ce dernier a connu une nette accélération de sa fréquentation sur les deux dernières décennies et de belles perspectives de développement se dessinent dans les décennies à venir.
En 1980, la station n’a reçu que 175 patients, une des années les plus basses en termes de fréquentation.
Ce n’est qu’à partir de 1991 que la station thermale de Saujon reçoit plus de 1000 curistes par an alors qu’elle est conventionnée par la Sécurité sociale depuis 1947 et qu’elle a bénéficié de nombreux agrandissements et modernisations de ses installations.
En 2009, l’établissement thermal de Saujon a accueilli 2 765 curistes, 1 200 personnes ont été hospitalisées à la clinique Hyppocrate tandis que le tout nouveau centre Philae a enregistré 12 500 entrées.
En Charente-Maritime, elle représente l'une des trois stations thermales du département, se classant quant à la fréquentation après les stations thermales de Rochefort qui reçoit 15 000 curistes par an et de Jonzac qui en accueille 11 000.

### Repères bibliographiques
Quelques monographies sur la station thermale de Saujon
- Philippe Belhache, Ronan Chérel et Christophe Soulard, Le pays royannais en mouvement entre terre et mer, Paris, Éd. Autrement, 2010, 224 p. (ISBN 978-2-7467-1425-0), « Monographie sur la station thermale de Saujon », p. 192-199
- Combes (Jean) et Daury (Jacques) (Ouvrage collectif sous la direction de), Guides des départements : la Charente-Maritime, éditions du Terroir, Tours, 1985 - monographie sur la station thermale de Saujon -, p. 209.
- Flohic (Jean-Luc), (Ouvrage collectif sous la direction de), Le patrimoine des communes de la Charente-Maritime, Collection Le patrimoine des communes, Flohic éditions, 2002, très courte monographie sur la station thermale Saujon - Tome II - p. 1064.